# Mychajliwka Persza
Mychajliwka Persza (ukr. Михайлівка Перша) – wieś na Ukrainie, w obwodzie połtawskim, w rejonie połtawskim, w hromadzie Kotelwa. W 2001 liczyła 398 mieszkańców.